# Daniele Magalotti
Daniele Magalotti (Genova, 9 aprile 1974) è un allenatore di pallanuoto ed ex pallanuotista italiano. Inizia la carriera agonistica nel Nervi, dove rientra dopo una breve esperienza al Paguros Catania, per proseguirla poi alla Roma. Alla Pro Recco è finalista in Coppa dei Campioni, mentre al Brescia è finalista in Supercoppa LEN.

## Statistiche

### Presenze e reti nei club
Statistiche aggiornate al 9 gennaio 2011
| Stagione         | Squadra          | Campionato       | Campionato | Campionato | Coppe nazionali | Coppe nazionali | Coppe nazionali | Coppe continentali | Coppe continentali | Coppe continentali | Totale | Totale |
| Stagione         | Squadra          | Comp             | Pres       | Reti       | Comp            | Pres            | Reti            | Comp               | Pres               | Reti               | Pres   | Reti   |
| ---------------- | ---------------- | ---------------- | ---------- | ---------- | --------------- | --------------- | --------------- | ------------------ | ------------------ | ------------------ | ------ | ------ |
| 2003-2004        | Nervi            | A1               | ?          | 22         | -               | -               | -               | -                  | -                  | -                  | ?      | 22     |
| 2004-2005        | Nervi            | A1               | ?          | ?          | -               | -               | -               | -                  | -                  | -                  | ?      | ?      |
| 2005-2006        | Pro Recco        | A1               | ?          | 12         | -               | -               | -               | -                  | -                  | -                  | ?      | 12     |
| 2006-2007        | Leonessa         | A1               | ?          | 16         | -               | -               | -               | -                  | -                  | -                  | ?      | 16     |
| 2007-2008        | Leonessa         | A1               | ?          | 19         | -               | -               | -               | -                  | -                  | -                  | ?      | 19     |
| 2008-2009        | Leonessa         | A1               | ?          | 13         | -               | -               | -               | -                  | -                  | -                  | ?      | 13     |
| Totale Leonessa  | Totale Leonessa  | Totale Leonessa  | ?          | 48         |                 | -               | -               |                    | -                  | -                  | ?      | 48     |
| 2009-2010        | Bogliasco        | A1               | ?          | 28         | -               | -               | -               | -                  | -                  | -                  | ?      | 28     |
| 2010-2011        | Bogliasco        | A1               | 11         | 9          | -               | -               | -               | -                  | -                  | -                  | 11     | 9      |
| Totale Bogliasco | Totale Bogliasco | Totale Bogliasco | ?          | 37         |                 | -               | -               |                    | -                  | -                  | ?      | 37     |
| Totale carriera  | Totale carriera  | Totale carriera  | ?          | ?          |                 | -               | -               |                    | -                  | -                  | ?      | ?      |

## Palmarès

### Club

#### Trofei nazionali
- Campionato italiano: 2

Posillipo: 2000-01
Pro Recco: 2005-06
- Coppe Italia: 1

Pro Recco: 2005-06
- Campione del Mondo Master Archiviato il 5 marzo 2016 in Internet Archive. - Categoria 30+ - 2012

EGS CaMonaco: [Fina 14th Master 30+ World Champion]